# Spike Heatley
Brian John Heatley (beter bekend als Spike Heatley) (Muswell Hill (Londen), 17 februari 1933 – Dinan, 10 november 2021) was een Britse jazzbassist.

## Biografie
Heatley trad in 1958 eerst op met het sextet van Vic Ash, voordat hij wisselde naar The Jazz Couriers, die echter kort daarna werden ontbonden. Daarna speelde hij in het kwartet van Tubby Hayes, bij Terry Shannon en Phil Seamen, die ook behoorden bij The Jazz Couriers. Daarna behoorde Heatley tot de huisband van Ronnie Scott's jazzclub rond de pianist Eddie Thompson en tot Emcee 5 rond Mike en Ian Carr, maar hij begeleidde tot 1962 ook John Dankworth. Daarna werkte hij in het kwintet van Tony Coe en ging hij op tournee met Kenny Baker. In 1963 wisselde hij naar het kwintet van Bill Le Sage en Ronnie Ross. In 1966 was hij betrokken bij de NDR jazzworkshop in Recklinghausen met een internationale bigband.
Daarnaast werkte hij als studiomuzikant voor onder andere Alexis Korner, Donovan en Nick Ingman. Daarbij arrangeerde hij ook en speelde hij in de ritmebands van Jimmy Page en John McLaughlin. Tijdens deze periode speelde hij ook in de bands van Ross en Harold McNair. Tussen 1970 en 1974 behoorde hij tot CCS en tot Be-Bop Preservation Society. Tijdens de jaren 1980 toerde hij met het kwintet The Great Guitars met Herb Ellis, Charlie Byrd en Barney Kessel, maar ook in het trio van Kessel. Hij speelde ook met Ruby Braff en Scott Hamilton. Tijdens de jaren 1990 leidde hij een eigen trio en speelde hij in de band van de Canadese pianist Oliver Jones.

## Privéleven en overlijden
Heatley was getrouwd en had twee kinderen. Hij overleed op 88-jarige leeftijd in een ziekenhuis in de Franse stad Dinan.

## Discografie
- 1962: Alexis Korner's Blues Incorporated R&B from the Marquee
- 1963: Presenting The Bill Le Sage - Ronnie Ross Quartet (met Allan Ganley)
- 2003: The Other Side of the Coin (met Roy Williams, Danny Moss, Mick Hanson, Dave Newton, Malcolm Mortimore)
- 2005: One for Clifford. ... and Another One for Tubby (met Alan Barnes, John Horler, Malcolm Mortimore)

- Bibliothèque nationale de France: cb13895077m (data)
- Gemeinsame Normdatei: 134592646
- International Standard Name Identifier: 0000 0000 5513 8665
- Library of Congress Control Number: n92022349
- MusicBrainz: fa659739-1d64-47c3-b789-5bee7a737ff7
- Virtual International Authority File: 29718228
- WorldCat: E39PBJtRDYdtWX7Pj84HXkqhHC